# Tunnelbanevagn

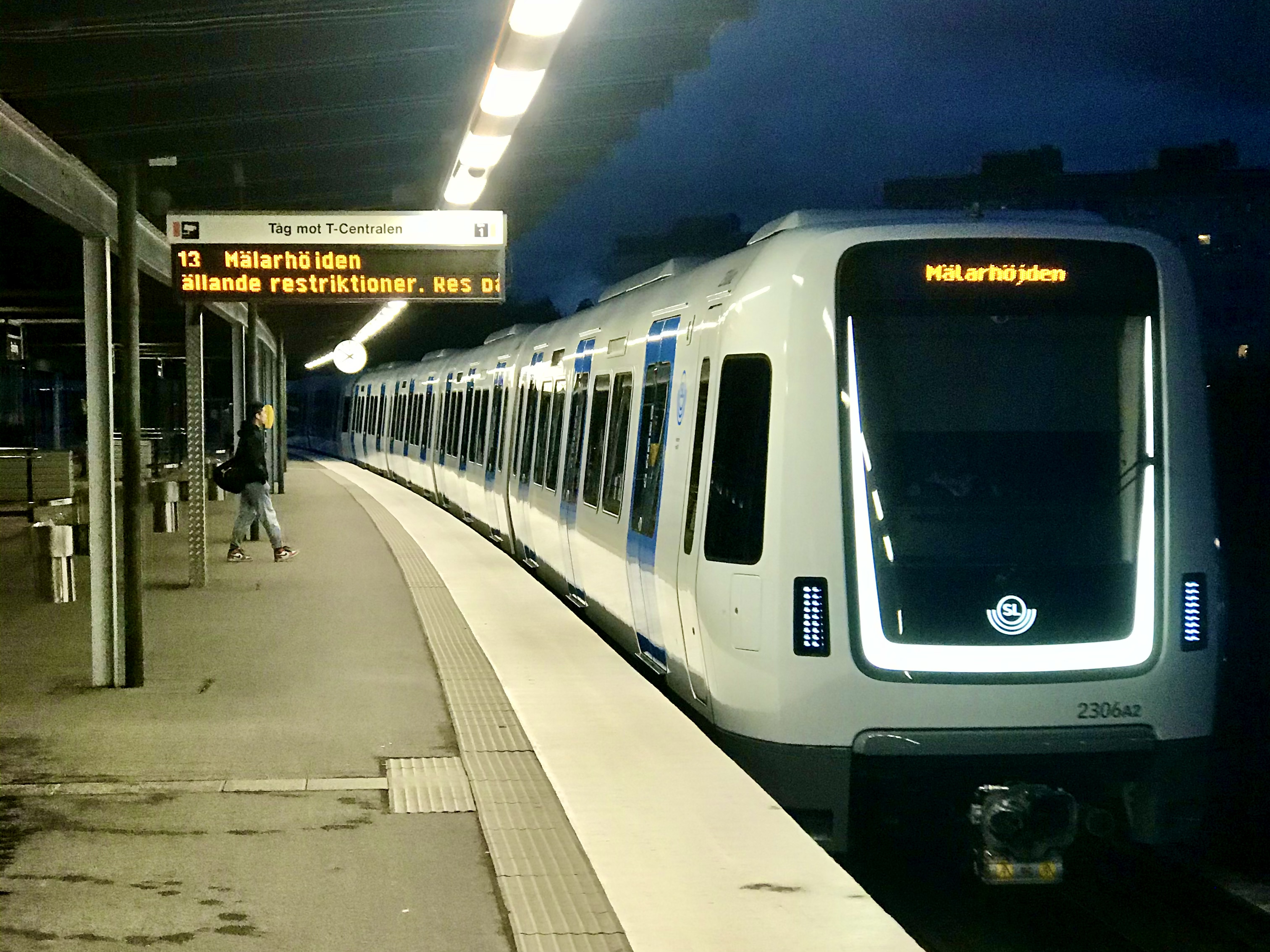
Tunnelbanevagn i Stockholm av typen C30.

En tunnelbanevagn eller tunnelvagn är ett fordon för trafikering på ett tunnelbanesystem. För att effektivt kunna transportera stora människoskaror i storstäder runt om i världen är dessa vagnar oftast gjorda för att kunna accelerera och bromsa snabbt. Vagnarna är i regel konstruerade för multipelkörning av 2-10 vagnar. Tågen är oftast eldrivna och tar ström från antingen en strömskena bredvid spåret eller en kontaktledning ovanför.